# Neil Cavuto
Neil Patrick Cavuto (Westbury, 22 de setembro de 1958) é um jornalista e escritor estadunidense. Ele apresenta três programas de televisão: Your World with Neil Cavuto e Cavuto Live, ambos na Fox News, e Cavuto: Coast to Coast no canal Fox Business Network desde 20 de janeiro de 2018.

## Carreira
Cavuto ingressou na Fox News em julho de 1996 e tornou-se editor-chefe e apresentador do Your World with Neil Cavuto (o principal programa de notícias de negócios da Fox) quando a rede foi lançada em outubro. Ele se tornou vice-presidente de notícias de economia e negócios em março de 2006.
Antes de ingressar na Fox, Cavuto foi o principal âncora e repórter da CNBC. Cavuto apresentou o Power Lunch na CNBC e contribuiu para o Today da NBC. Ele trabalhou no Public Broadcasting Service por 15 anos, no Nightly Business Report. Ele também era chefe do escritório de Nova York.
Ele recebeu inúmeros prêmio durante sua carreira no jornalismo, incluindo o reconhecimento pelo Wall Street Journal como o melhor entrevistador em notícias de negócios, o melhor entrevistador de televisão em negócios por quatro anos consecutivos e cinco indicações para os prêmios CableACE. Cavuto também foi agraciado com o Hellinger Award de 1980, o maior prêmio para estudantes de jornalismo da Universidade St. Bonaventure. 
Cavuto é o autor de More Than Money e Your Money or Your Life. Ambos os livros foram os mais vendidos do New York Times.